# Periodisme digital
El periodisme digital consisteix en la redacció i distribució de notícies en el ciberespai, és a dir, a Internet. Utilitza el llenguatge escrit 
però també incorpora recursos multimèdia que inclou la fotografia, l'àudio, el vídeo, l'hipertext i la interactivitat. Aquest material gràfic fa que el periodisme digital sigui més atractiu a ulls dels seus consumidors, ja que, a diferència dels mitjans tradicionals, té la llibertat d'adjuntar grans quantitats d'arxius audiovisuals.
Aquesta nova àrea del periodisme va començar a sorgir a finals del segle XX amb el desenvolupament de les noves tecnologies. Avui dia, se'l considera el periodisme amb més futur, per això tots els mitjans de comunicació tradicionals (la ràdio, la premsa i la televisió) han hagut de fer un gran esforç per adaptar-se a la revolució informàtica i convertir-se en mitjans de comunicació digitals.
Vinton Cerf, un dels pares d'Internet, el 27 d'agost del 2007 va advertir al Festival Internacional de Televisió d'Edimburg que la xarxa ho podria abordar tot i que "els dies de la televisió actual estaven comptats", ja que el 85% del material audiovisual que es projecte està pregravat i es pot trobar a Internet.
La consolidació del periodisme digital és vist per a molts com un fenomen perillós per a la supervivència dels mitjans convencionals. Això fa recordar les mateixes reaccions, que durant el segle xxi, van ocasionar-se per l'aparició de la fotografia, el cinema o la televisió. Arran de la seva implantació a les societats actuals també s'ha creat una nova categoria de periodista: el digital, és a dir, aquell que elabora informació per a Internet i genera la presència d'una audiència, que també és digital.

## Internet com a espai de treball
La història d'Internet es remunta al desenvolupament de les xarxes de comunicació. Va néixer al final dels anys 50 com una idea de xarxa d'ordinadors dissenyats per permetre la comunicació general entre diferents usuaris. Però, no va ser fins a la dècada del 1980 que es van començar a fer les primeres implantacions pràctiques.
Poc després, als anys 90, la infraestructura d'Internet es va expandir per tot el món introduint la World Wide Web. Va ser llavors quan es va començar a utilitzar de forma internacional i popular i es va deixar de banda el seu ús exclusivament científic i militar.

### L'impacte d'Internet als mitjans de comunicació
Internet, amb el temps, ha aconseguit crear una sensació de llibertat d'expressió sense precedents en la història de la comunicació (2). Abans de la seva aparició, la interactivitat que tenia el lector amb la premsa tradicional era molt limitada, només es permetia l'enviament de cartes. Això, amb la premsa digital ha canviat i els seus usuaris poden establir converses amb els mitjans, rebre respostes, comentar els articles, crear continguts i fins i tot fer anàlisis. Ferrero Barberá (2001) diu que: "Internet és un mitjà de comunicació integrador i amb capacitat de crear una interacció i personalització de continguts".
Internet és doncs, un nou mitjà de comunicació que ressalta perquè permet la combinació de tots els mitjans tradicionals, és a dir, és un suport on hi tenen cabuda multitud de mitjans entre ells els blogs o la mateixa premsa digital i permet la participació ciutadana.
A banda d'això, la revolució tecnològica i de la informació que ha provocat Internet ofereix noves oportunitats i formes d'acció pels mitjans que poden aprofitar la xarxa per: 
- Interaccionar amb nous mercats
- Expandir les seves formes de comunicació amb l'audiència
- Incorporar-se al ciberespai amb un lloc propi i explotar-lo amb nous formats

### Expansió i desenvolupament

#### A Espanya
Es considera que la història del periodisme digital a Espanya va començar l'any 1994 quan el Departament de Comunicació del Govern va començar a publicar diàriament, a través d'Internet, el Butlletí Oficial de l'Estat (BOE). Abans però, va aparèixer la primera revista on-line: El Temps, l'estiu del 1994. Es publicaven els seus continguts amb arxius pdf. Aquest primer pas va ser molt important perquè després mitjans de comunicació com el diari El Periódico de Catalunya, a l'octubre d'aquell mateix any, va seguir aquest mètode de publicar a Internet juntament amb una segona versió en html.
Arran de les primeres incorporacions a la xarxa, tots els mitjans de comunicació existents a Espanya van fer el salt posant en marxa les seves plataformes digitals.

#### A la resta del món
La proliferació de diaris digitals ha anat en augment a tots els continents sobretot a Europa, América i a Àsia. Gairebé tots els països tenen edicions digitals dels diaris més importants, tot i això el grau de sofisticació de cada versió varia segons el país. Els països més innovadors, tant en continguts informatius com en l'ús d'eines informàtiques són els EUA, Anglaterra i França. En els països de parla hispana hi destaquen Espanya, Xile i l'Argentina. I a Àsia els rotatius japonesos despunten sobre la resta sent superiors tant amb el disseny com en els continguts que publiquen. Per acabar, la situació d'Austràlia s'assembla a la resta de països anglosaxons amb unes característiques definitòries pròpies.

## Recursos propis
El periodisme es fa digital en el moment en què es comença a guanyar un lloc a l'espai cibernètic, és a dir, a la xarxa. Aquest procés ha estat lent i no gaire pacífic, ja que hi ha hagut controvèrsies entre diferents mitjans per definir què és realment un mitjà tradicional. Si un diari s'entén com una edició impresa i distribuïda per les ciutats a través de diversos punts de venda, la idea de premsa o periodisme digital s'entén com l'edició de la qual és a través d'un ordinador connectat a Internet. Aquest últim concepte però, no és tan fàcil d'acceptar com l'anterior.
El periodisme digital té, per tant, uns recursos propis que el diferencien del periodisme tradicional i que comencen a generar nous gèneres periodístics (3). Algunes de les característiques (4) d'aquest periodisme són les següents: 
- té la virtut d'utilitzar enllaços que creen una immensa integració de la informació.
- fomenta la interactivitat amb l'usuari.
- té la capacitat de combinar la imatge, el text i el so.
- la publicitat als mitjans digitals és silenciosa i no irromp el consum del contingut per part del lector.
- capacitat de publicar informació de forma immediata i actualitzar-la constantment. (5)
- les redaccions de mitjans digitals es poden transformar en una sala virtual d'un chat, un IRC o un altre tipus de canal.

### Multimèdia
El multimèdia és la combinació de text, àudio, imatges fixes, animació i vídeo a l'hora de presentar una informació (6). Aquests elements formen part del llenguatge habitual quan parlem d'ordinadors, és a dir que el multimèdia es considera com una classe de sistemes interactius de comunicació conduïts i reproduïts per un ordinador que crea, emmagatzema, transmet i recupera xarxes d'informació textual, gràfica, visual i auditiva.

### Hipertext / Hipermèdia
L'hipertext és un sistema d'organització de la informació basat en la possibilitat de moure's per dins d'un text i cap altres de diferents per mitjà de paraules clau. Aquest concepte el va inventar Ted Nelson l'any 1965. Aquell mateix any es va iniciar un ambiciós projecte inacabat anomenat Xanadu el qual havia de ser un enorme arxiu mundial amb múltiples connexions entre els documents. (7) És un dels conceptes clau d'Internet. La forma més habitual d'hipertext en documents és la d'hipervincle.
L'hipermèdia permet una lectura en profunditat que els mitjans de comunicació rebutgen. Això és gràcies al fet que els enllaços permeten a l'usuari saltar d'article a article i ampliar la informació sobre aquell contingut que busquen a la xarxa. Hi ha diferents tipus d'hipertext (8) : 
1. Cita: “com va escriure Richard Posner al seu blog...”
2. Aclariment: Richard Posner, jutge dels estats units, ...”
3. Previ: Richard Posner, com ja va informar aquest mitjà...”

Una altra classificació possible és la tipologia d'hipertext per la claredat de l'enllaç: 
1. Transparent: clarament l'usuari sap on va a parar si fa clic a un enllaç determinat
2. Translúcid: l'usuari pot suposar on el portarà aquell enllaç
3. Opac: l'usuari no sap on el portarà l'enllaç

L'hipermèdia és el terme amb què es designa un conjunt de mètodes o procediments per escriure, dissenyar o compondre continguts que tinguin text, vídeo, àudio, mapes o altres medis i dona també, la possibilitat d'interaccionar amb els usuaris. Es considera que l'hipermèdia és la suma de l'hipertext i el multimèdia: per una banda el multimèdia proporciona una gran riquesa de tipus de dades (textos, imatges, gràfics, so, vídeos...) i l'hipertext aporta una estructura de navegació a través de les dades (9).

### Interactivitat
La interactivitat del periodisme digital recau en la comunicació interactiva. És a dir, el receptor és qui té la capacitat per prendre les decisions i regula el flux de la informació. Per tal que això funcioni ha d'existir un feedback entre emissor i receptor.
En les darreres dècades s'ha produït una revolució en l'àmbit de la comunicació: resideix en la transformació del model de la societat la qual ha passat de ser industrial a configurar-se com una societat de la informació. La revolució tecnològica ha contribuït en gran manera al creixement del nou model de periodisme, ja que es desenvolupa a Internet.

## Formes alternatives de periodisme digital
Existeixen altres formes de periodisme digital a banda de la premsa en si i els formats convencionals i estàndards de diaris i revistes. Hi ha periodistes i escriptors consagrats que a part d'escriure articles en els diaris més rellevants del país opten per vies alternatives i tenen un espai propi i personal. Això també és un fenomen força rellevant entre els ciutadans que avui en dia han deixat de ser simples espectadors i han passat a formar part d'aquest món del periodisme i convertir-se en informadors.

### Periodisme ciutadà
Aquest terme apareix a partir de l'embranzida que han tingut els blogs, videoblog i les pàgines personals en la primera dècada del segle xxi. Això ha donat peu que el ciutadà passi de ser un simple consumidor a convertir-se en comunicador i tenir l'opció de donar la seva opinió sobre assumptes de caràcter social, cultural, polític, esportiu, local o qualsevol altre tema del que vulgui parlar. Es tracta d'una pràctica cada vegada més generalitzada que té milers de seguidors arreu del món. I, a més, molts mitjans digitals fomenten aquesta participació ciutadana a través de concursos o pàgines de comentaris.
Existeixen dubtes, però, sobre si el periodisme ciutadà és una realitat i una varietat del periodisme o no. Alguns creuen que és l'evolució lògica del periodisme degut a l'evolució tecnològica i a la democratització de la informació i d'altres pensen que no es pot democratitzar, ja que es tracta d'una disciplina professional i la informació no és democràcia sinó poder.

#### Blogs i Videoblogs
Un blog és un espai web periòdicament actualitzat que recopila cronològicament textos o articles d'un o diversos autors, on l'autor conserva la llibertat de deixar publicat el que creu pertinent. Els blogs s'han convertit en una forma típica de pàgina personal a través del qual els propietaris poden parlar i donar la seva opinió sobre qualsevol tema. Poden ser especialitzats en un tema concret o bé generals i que en a cada entrada es tractin temes diferents.
Els blogs van néixer l'any 1994, però van agafar rellevància a partir de principis del 2000. Des d'aleshores, s'han convertit en un tipus de mitjà de comunicació com qualsevol altra, ja que, en molts casos, aquest espai cibernètic es converteix en el treball fixe de molta gent, els anomenats “bloggers”.
Un videoblog o "vlog" és una galeria de clips de vídeo ordenada cronològicament publicats per un o més autors. Allò que el diferencia del blog és que en els vlogs predominen els vídeos i les imatges en comptes dels textos. Tot i això, el blog i el videoblog són dues maneres d'expressar opinions sobre un tema i es consideren les formes més comunes i pròpies del periodisme ciutadà